# 波延 (阿肯色州)
波延（英語：Poyen）是一個位於美國阿肯色州格蘭特縣的市鎮。

## 地理
波延的座標為34°19′24″N 92°38′26″W / 34.32333°N 92.64056°W，而該地的平均海拔高度為70米（即230英尺）。

## 人口
根據2020年美國人口普查的數據，波延的面積為0.79平方千米，皆為陸地。當地共有人口263人，而人口密度為每平方千米332人。